# Spencerville (Maryland)
Spencerville es un lugar designado por el censo ubicado en el condado de Montgomery en el estado estadounidense de Maryland. En el Censo de 2010 tenía una población de 1.594 habitantes y una densidad poblacional de 394,52 personas por km².

## Geografía
Spencerville se encuentra ubicado en las coordenadas 39°7′12″N 76°59′1″O / 39.12000, -76.98361. Según la Oficina del Censo de los Estados Unidos, Spencerville tiene una superficie total de 4.04 km², de la cual 4.03 km² corresponden a tierra firme y (0.19%) 0.01 km² es agua.

## Demografía
Según el censo de 2010, había 1.594 personas residiendo en Spencerville. La densidad de población era de 394,52 hab./km². De los 1.594 habitantes, Spencerville estaba compuesto por el 61.86% blancos, el 12.11% eran afroamericanos, el 1.07% eran amerindios, el 13.24% eran asiáticos, el 0% eran isleños del Pacífico, el 6.02% eran de otras razas y el 5.71% pertenecían a dos o más razas. Del total de la población el 12.99% eran hispanos o latinos de cualquier raza.